# 狩場町
狩場町（かりばちょう）は神奈川県横浜市保土ケ谷区の町名。丁番を持たない単独町名である。住居表示未実施。面積は1.005km²。

## 地理
保土ケ谷区南部に位置し、町の中央部に、横浜横須賀道路と首都高速神奈川3号狩場線が交わる狩場JCT・ICがあり、北から西にかけ国道1号が通る。インターチェンジ付近の国道沿いには自動車関連などの事業所が集まり、戸塚方面に進むと育生会横浜病院やイムス横浜狩場脳神経外科病院など医療・福祉関連の施設が集まる。インターチェンジの北側は集合住宅が多く、神奈川県警察の武道館も所在する。その南東側は一戸建てや企業の寮が多く、瀬戸ケ谷町や南区永田北と連なる住宅街を形成している。国道と横浜横須賀道路の間には、資源循環局の清掃工場とその余熱を利用した保土ヶ谷プール、横浜市児童遊園地、英連邦戦死者墓地などがある。

### 地価
住宅地の地価は、2025年（令和7年）1月1日の公示地価によれば、狩場町454番167の地点で17万1000円/m²となっている。

## 歴史

### 町名の由来
町名の由来は、建久4年に源頼朝が当地で狩りをした説と、草刈り場から来ている説がある。

### 沿革
- かつての橘樹郡保土ケ谷町の一部。
- 1927年（昭和2年）4月1日に横浜市に編入される。
- 同年10月1日に区制施行により保土ケ谷区に編入された。
- 1940年（昭和15年）、保土ケ谷区保土ケ谷町字池谷、川向、一ノ狩場、二ノ狩場、三ノ狩場の地域に新設。

## 世帯数と人口
2025年（令和7年）6月30日現在（横浜市発表）の世帯数と人口は以下の通りである。
| 町丁   | 世帯数    | 人口    |
| ------ | --------- | ------- |
| 狩場町 | 3,384世帯 | 6,736人 |

### 人口の変遷
国勢調査による人口の推移。
| 年                 | 人口  |
| ------------------ | ----- |
| 1995年（平成7年）  | 7,383 |
| 2000年（平成12年） | 8,143 |
| 2005年（平成17年） | 8,337 |
| 2010年（平成22年） | 7,858 |
| 2015年（平成27年） | 7,618 |
| 2020年（令和2年）  | 7,315 |

### 世帯数の変遷
国勢調査による世帯数の推移。
| 年                 | 世帯数 |
| ------------------ | ------ |
| 1995年（平成7年）  | 2,477  |
| 2000年（平成12年） | 2,949  |
| 2005年（平成17年） | 2,963  |
| 2010年（平成22年） | 2,853  |
| 2015年（平成27年） | 2,952  |
| 2020年（令和2年）  | 2,991  |

## 学区
市立小・中学校に通う場合、学区は以下の通りとなる（2024年11月時点）。
| 番地                                                | 小学校                 | 中学校             |
| --------------------------------------------------- | ---------------------- | ------------------ |
| 217〜229番地                                        | 横浜市立境木小学校     | 横浜市立境木中学校 |
| 121〜126番地 143〜166番地 168〜216番地 257〜297番地 | 横浜市立権太坂小学校   | 横浜市立境木中学校 |
| 1〜120番地 127〜142番地 167番地                     | 横浜市立岩崎小学校     | 横浜市立岩崎中学校 |
| 230〜256番地 298番地以降                            | 横浜市立瀬戸ケ谷小学校 | 横浜市立岩崎中学校 |

## 事業所
2021年（令和3年）現在の経済センサス調査による事業所数と従業員数は以下の通りである。
| 町丁   | 事業所数  | 従業員数 |
| ------ | --------- | -------- |
| 狩場町 | 132事業所 | 2,472人  |

### 事業者数の変遷
経済センサスによる事業所数の推移。
| 年                 | 事業者数 |
| ------------------ | -------- |
| 2016年（平成28年） | 123      |
| 2021年（令和3年）  | 132      |

### 従業員数の変遷
経済センサスによる従業員数の推移。
| 年                 | 従業員数 |
| ------------------ | -------- |
| 2016年（平成28年） | 2,535    |
| 2021年（令和3年）  | 2,472    |

## 交通

### 道路
- 横浜横須賀道路・首都高速神奈川3号狩場線
  - 狩場JCT・IC

## 施設
- 保土ヶ谷プール
- 横浜市児童遊園地
- 横浜狩場郵便局
- 保土ケ谷警察署 元町橋交番
- 神奈川県警察武道館
- 育生会横浜病院
- MEGAドン・キホーテ

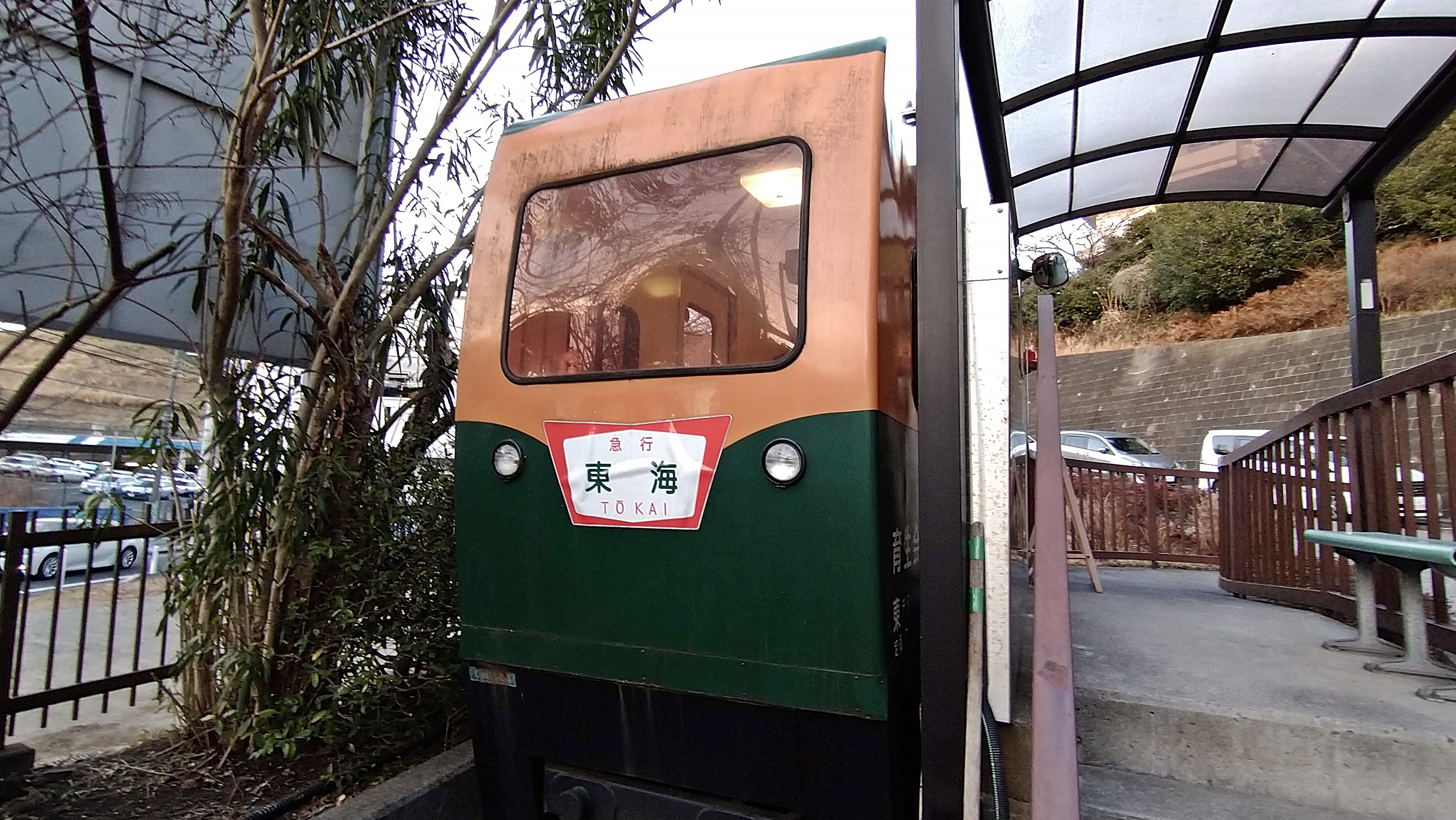
育生会横浜病院のミニモノレール

- スズキアリーナ狩場（スズキ自販神奈川 本社）

## その他

### 日本郵便
- 郵便番号 : 240-0025[3]（集配局：保土ヶ谷郵便局[18]）

### 警察
町内の警察の管轄区域は以下の通りである。
| 番・番地等 | 警察署         | 交番・駐在所 |
| ---------- | -------------- | ------------ |
| 全域       | 保土ケ谷警察署 | 元町橋交番   |